# IC 4528
IC 4528 ist eine Balken-Spiralgalaxie vom Hubble-Typ SBab im Sternbild Bärenhüter am Nordsternhimmel, die schätzungsweise 354 Millionen Lichtjahre von der Milchstraße entfernt ist.
Das Objekt wurde am 23. Mai 1895 von Guillaume Bigourdan entdeckt.